# Sengoku Basara: Samurai Heroes - Roar of Dragon
Sengoku Basara: Samurai Heroes - Roar of Dragon (戦国BASARA3 -ROAR OF DRAGON-) est un shōnen manga de Asagi Ohga adapté du jeu vidéo Sengoku Basara: Samurai Heroes, développé et édité par Capcom. Cette série a été prépubliée en 2010 dans le magazine mensuel Jump Square de l'éditeur Shūeisha et a été compilé en trois volumes. La version française est éditée en intégralité par Kazé.

## Synopsis
L’histoire se déroule durant l'époque Sengoku. Après la mort du Roi démon qui tenta de régner de terreur sur toute l'archipel, Hideyoshi Toyotomi dit "Le roi conquérant" prend sa place à la tête du pays. Mais nombreux seigneur de ce territoire divisé en provinces convoitent le trône. Or, parmi ces seigneurs guerroyeurs vit un dragon borgne du nom de Masamune Date.
Suivez l'aventure du dragon borgne qui part à la conquête du pays.

## Personnages

### Armée de Date
- Masamune Date (général)
- Kojûrô Katakura (chef d'état-major)

### Armée de Takeda
- Shingen Takeda (général)
- Yukimura Sanada
- Sasuke Sarutobi (ninja)

### Armée d'Uesugi
- Kenshin Uesugi (général)
- Kasuga (kunoichi)

### Armée de Toyotomi
- Hideyoshi Toyotomi (général)
- Hanbei Takenaka (chef d'état-major)
- Mistunari Ishida
- Ieyasu Tokugawa

### Armée de Tokugawa
- Ieyasu Tokugawa (général)
- Tadakatsu Honda

## Manga

### Fiche technique
- Édition japonaise : Shueisha
  - Nombre de volumes sortis : 3 (série terminée)
  - Date de première publication : juillet 2010
  - Prépublication : Jump Square, février 2010 - novembre 2010[1]
  - Nombre de volumes sortis : 3 (série terminée)
- Édition française : Kazé[2]
  - Nombre de volumes sortis : 3 (série terminée)
  - Date de première publication : décembre 2012

### Liste des volumes
| no | Japonais       | Japonais          | Français         | Français          |
| no | Date de sortie | ISBN              | Date de sortie   | ISBN              |
| -- | -------------- | ----------------- | ---------------- | ----------------- |
| 1  | 2 juillet 2010 | 978-4-08-870059-5 | 19 décembre 2012 | 978-2-82030-541-1 |
| 2  | 4 octobre 2010 | 978-4-08-870123-3 | 20 mars 2013     | 978-2-82030-634-0 |
| 3  | 4 février 2011 | 978-4-08-870182-0 | 5 juin 2013      | 978-2-82030-687-6 |